# Liste der Biografien/Shat
Liste der Biografien |
Portal Biografien |
Personensuche
# |
A |
B |
C |
D |
E |
F |
G |
H |
I |
J |
K |
L |
M |
N |
O |
P |
Q |
R |
S |
T |
U |
V |
W |
X |
Y |
Z |
?
 
Sa |
Sb |
Sc |
Sd |
Se |
Sf |
Sg |
Sh |
Si |
Sj |
Sk |
Sl |
Sm |
Sn |
So |
Sp |
Sq |
Sr |
Ss |
St |
Su |
Sv |
Sw |
Sy |
Sz
 
Sha |
Shc |
She |
Shh |
Shi |
Shk |
Shl |
Shm |
Shn |
Sho |
Shp |
Shr |
Sht |
Shu |
Shv |
Shw |
Shy
 
Shaa |
Shab |
Shac |
Shad |
Shae |
Shaf |
Shag |
Shah |
Shai |
Shaj |
Shak |
Shal |
Sham |
Shan |
Shao |
Shap |
Shaq |
Shar |
Shas |
Shat |
Shau |
Shav |
Shaw |
Shax |
Shay |
Shaz
Die Liste der Biografien führt alle Personen auf, die in der deutschsprachigen Wikipedia einen Artikel haben. Dieses ist eine Teilliste mit 25 Einträgen von Personen, deren Namen mit den Buchstaben „Shat“ beginnt.

## Shat

### Shata
- Shatalova, Lusja (* 1968), usbekische Designerin und Illustratorin für Kinderbücher
- Shatan, Chaim (1924–2001), US-amerikanischer Psychiater, Psychoanalytiker und Traumaforscher
- Shatashvili, Samson, sowjetischstämmiger mathematischer Physiker

### Shatb
- Shatberashvili, Mariam, deutsch-georgische Filmproduzentin

### Shate
- Shateni (* 2001), usbekische Juristin, Unternehmerin und Model

### Shati
- Shatigadud, Hassan Mohammed Nur († 2013), somalischer Kriegsherr im somalischen Bürgerkrieg
- Shatin, Judith (* 1949), US-amerikanische Komponistin und Musikpädagogin

### Shatn
- Shatnawi, Mohamad (* 1985), jordanischer Fußballtorhüter
- Shatner, Melanie (* 1964), US-amerikanische Schauspielerin
- Shatner, William (* 1931), kanadischer Schauspieler, Sänger und AutorWilliam Shatner (* 1931)

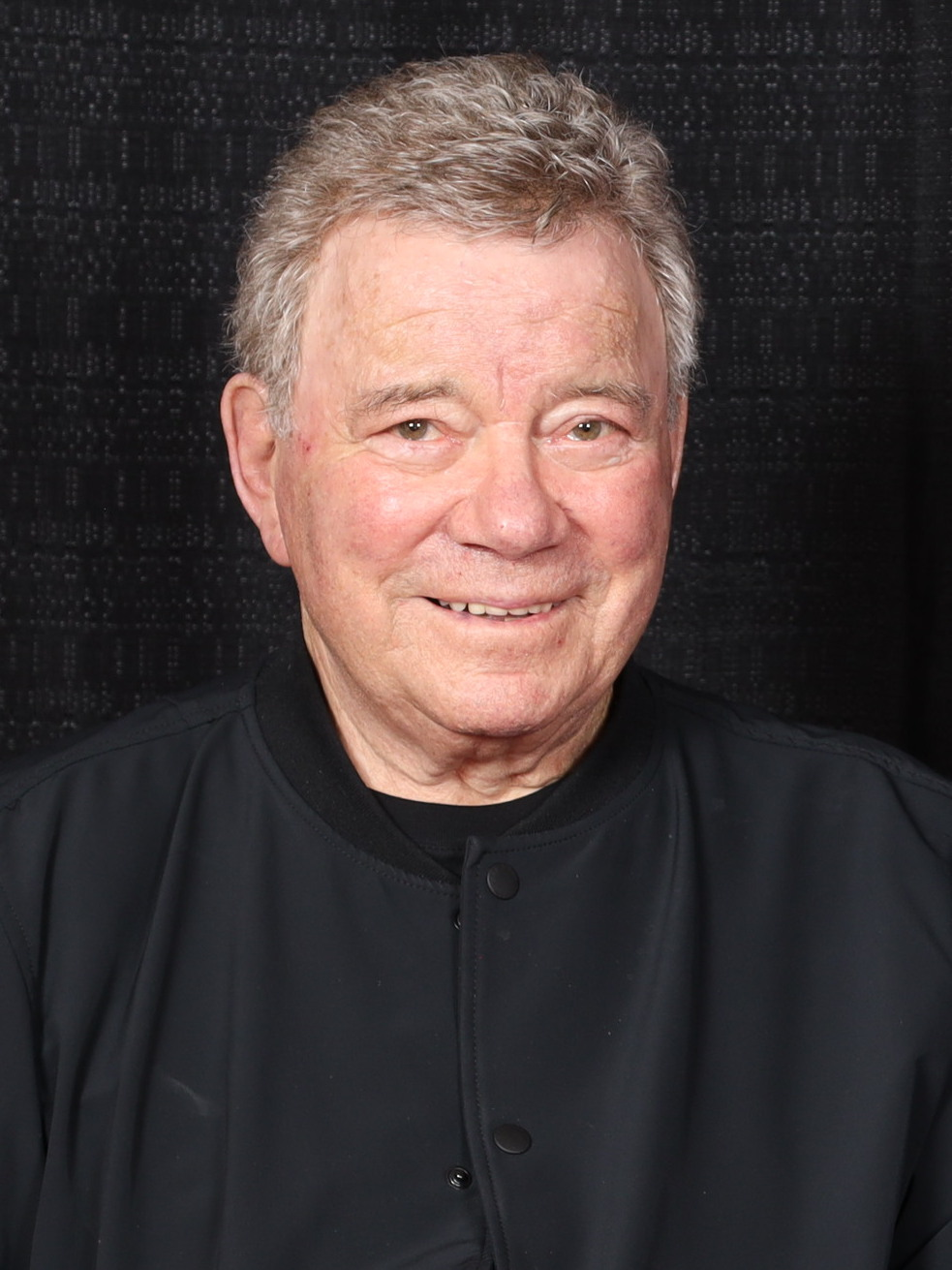
William Shatner (* 1931)

### Shats
- Shatskix, Maksim (* 1978), usbekischer Fußballspieler

### Shatt
- Shattenkirk, Kevin (* 1989), US-amerikanischer Eishockeyspieler
- Shatter, Alan (* 1951), irischer Politiker
- Shatti, Hasan al- (* 1982), kuwaitischer Handballspieler
- Shattuc, William B. (1841–1911), US-amerikanischer Diplomat und Politiker (Republikanische Partei)
- Shattuck, Corinna (1848–1910), amerikanische Lehrerin und evangelische Missionarin
- Shattuck, Harriette Robinson (1850–1937), US-amerikanische Autorin, Lehrerin und Frauenwahlrechtsaktivistin
- Shattuck, Kim (1963–2019), amerikanische Sängerin, Musikerin und Songwriterin
- Shattuck, Lemuel (1793–1859), US-amerikanischer Politiker und Verleger
- Shattuck, Roger (1923–2005), US-amerikanischer Literaturwissenschaftler

### Shatz
- Shatz, Carla (* 1947), US-amerikanische Neurowissenschaftlerin
- Shatz, Leslie, Tonmeister und Tongestalter
- Shatzky, Jacob († 1956), polnischer Historiker
- Shatzky, Joel (1943–2020), US-amerikanischer Schriftsteller und Hochschullehrer
- Shatzmiller, Joseph (* 1936), israelischer Historiker